# داني سيلفا
دانيال فيليبي بانديرا إي سيلفا (من مواليد 11 أبريل 2000) هو لاعب كرة قدم برتغالي محترف يلعب كلاعب خط وسط لنادي فيتوريا غيماريش في الدوري البرتغالي الممتاز.

## مهنة دولية
سيلفا هو لاعب دولي للشباب في البرتغال ، ومثل منتخب البرتغال تحت 19 عامًا في بطولة أوروبا تحت 19 عامًا لعام 2019 . 

## روابط خارجية
- داني سيلفا  على سكروي
- Dani Silva national team profile at the Portuguese Football Federation (in Portuguese)